# پتیت سالدر
پتیت سالدر (به فرانسوی: Petite Sauldre) یک رود در فرانسه است.